# Неолитска Грчка
Неолитска Грчка је археолошки термин који се користи за означавање неолитске фазе грчке историје почевши од ширења пољопривреде у Грчкој 7000–6500. п. н. е. Током овог периода десили су се многи догађаји као што су успостављање и ширење мешовите пољопривредне и сточарске привреде, архитектонске иновације (тј. куће типа „ мегарон” и „тсангли”), као и сложена уметност и производња алата. Неолитска Грчка је део праисторије Југоисточне Европе.

## Периодизација
Неолитска револуција је стигла у Европу почевши од 7000–6500 п. н. е, током периода предгрнчарског неолита Б, када су пољопривредници са Блиског истока ушли на грчко полуострво из Анадолије углавном прелазећи преко острва у Егејском мору. Савремени археолози су поделили неолитски период у грчкој историји у шест фаза: предгрнчарски, рани неолит, средњи неолит, касни неолит I, касни неолит II и завршни неолит (или халколит).
| Раздобље                      | Приближан датум     |
| ----------------------------- | ------------------- |
| Предгрнчарски                 | 6800–6500. п. н. е. |
| Рани неолит                   | 6500–5800. п. н. е. |
| Средњи неолит                 | 5800–5300. п. н. е. |
| Касни неолит I                | 5300–4800. п. н. е. |
| Касни неолит II               | 4800–4500. п. н. е. |
| Завршни неолит (или халколит) | 4500–3200. п. н. е. |

## Налазишта неолитске Грчке
У табели се наводе процењене популације засеока, села и градова неолитске Грчке током времена. Постоји неколико проблема са проценом величине појединачних насеља.
| Град              | 7000. п. н. е. | 6000. п. н. е. | 5000. п. н. е. | 4000. п. н. е. | 3800. п. н. е. | 3700. п. н. е. |
| ----------------- | -------------- | -------------- | -------------- | -------------- | -------------- | -------------- |
| Неа Никомедеја    |                | 500–700        |                |                |                |                |
| Сескло            |                |                | 1000–5000      |                |                |                |
| Димини            |                |                |                |                |                |                |
| Атина             |                |                |                |                |                |                |
| Полиохне          |                |                |                |                |                |                |
| Кносос            | 25             | 50             | 500–1000       | 500–1000       |                |                |
| Трапеза           |                |                |                |                |                |                |
| Герани            |                |                |                |                |                |                |
| Лерна             |                |                |                |                |                |                |
| Кефала            |                |                |                |                |                |                |
| Алепотрипа пећина |                |                |                |                |                |                |
| Милос             |                |                |                |                |                |                |
| Сервија           |                |                |                |                |                |                |

## Предкерамички период, 6800–6500. п. н. е.
Предкерамички (или акерамички) период неолитске Грчке карактерише одсуство печених глинених посуда и економија заснована на пољопривреди и сточарству. Насеља су се састојала од подземних колиба делимично укопаних у земљу са заједницама од 50 до 100 људи у местима као што су Аргиса (Тесалија), Дендра (Арголид) и Франхти. Становници су гајили разне усеве (нпр. једнозрну пшеницу, емер пшеницу, јечам, сочиво и грашак), бавили се риболовом, ловом, сточарством (узгојем говеда, свиња, оваца, паса и коза), развијали оруђе (сечива од кремена и опсидијана) и производили накит од глине, шкољки, костију и камена.
Кносос има изузетно дугу историју која почиње током предкерамичког периода. Прва неолитска насеља у области Кнососа настала су 6.500-7.000 година пре нове ере. Артур Еванс, који је открио минојску палату Кносос, проценио је да су током касног 8. миленијума или раног 9. миленијума пре нове ере неолитски људи стигли у ово подручје, вероватно из прекоморских земаља, могуће из Западне Анадолије и основали своје примитивне заједнице на локалном брду.
Вулканско острво Милос је посећивано због експлоатације његовог опсидијана за производњу оруђа и оружја, од мезолита до касног неолита. Природни ресурси са Милоса транспортовани су на велике удаљености широм Егеја, копнене Грчке, западне Анадолије и можда чак до Египта. Најстарији налази опсидијана ван острва јављају се у мезолиту (9000–7800. п. н. е.), у пећини Франхти у Арголиду. Све до завршног неолита (4000. године пре нове ере) нема доказа о насељима на острву Милос. Изгледа да су експлоатацију опсидијана вршиле групе  људи које су повремено долазиле на острво, ради периодичних снабдевања каменом за израду алата.

## Рани неолит, 6500–5800. п. н. е.
Након предкерамичког периода неолитске Грчке уследио је период раног неолита где се привреда још увек заснивала на пољопривреди и сточарству, а насеља су се и даље састојала од независних једнособних колиба у свакој заједници насељеној од 50 до 100 људи. (Основна друштвена јединица био је род или шира породица). Огњишта и пећи су грађени на отвореним просторима између колиба и сви су их користили. Током раног неолита развијена је грнчарска технологија која је подразумевала успешно печење посуда, а обичаји сахрањивања састојали су се од инхумације у рудиментарним јамама, кремације мртвих, прикупљања костију и сахрањивања на гробљима.
- Глинене фигурице из раног и средњег неолита античке Грчке из Тесалије, 6500-5300. п. н. е.
- Старогрчка керамика раног и средњег неолита 6500-5300. п. н. е. Национални археолошки музеј, Атина.
- Једнобојне зделе из Сескла. Период раног неолита (6500—5800. п. н. е.). Археолошки музеј Атина
- Неолитске глинене чаше из Сескла. Национални музеј Атина
- Опсидијан, коришћен је за прављење алата и оружја

## Средњи неолит, 5800–5300. п. н. е.
Период средњег неолита карактерише нови архитектонски развој као што су куће изграђене на каменим темељима и развој мегаронских станова (правоугаоне једнособне куће са отвореним или затвореним тремовима). Штавише, кућа типа "Тсангли", која је добила име по насељу Тсангли, први пут је развијена током периода средњег неолита; кућа "Тсангли" има два унутрашња подупирача са сваке стране (дизајнирана да подрже кров куће и поделе стамбени простор у засебне просторије за различите функције као што су складиште, припрема хране и просторије за спавање) са низом стубова у центру квадратне собе. У области уметности, мотив меандар-лавиринта налазио се на печатима и накиту из раног неолита и, у мањој мери, средњег неолита. Период средњег неолита завршава се пустошењем појединих насеља пожарима; заједнице као што је Сескло су напуштене, док су заједнице као што је Тсангли-Лариса одмах поново насељене.
- Торзо жене са рукама на грудима, теракота, Сескло култура, неолит, 6–5 миленијум п. н. е.
- Женска фигурица, мермер, Тесалија, 5300–3300. п. н. е.
- Женска фигурина која држи бебу, Сескло, неолит, 4800–4500. п. н. е.
- Налази из Сескла, неолит, око 5300. п. н. е.
- Неолитска камена фигурица из Старе Грчке, 6500-3300. п. н. е.
- Неолитске глинене фигурице Старе Грчке, 6500-3300. п. н. е.
- Стара Грчка - неолитско камено оруђе и оружје.
- Неолитска камена брусилица Старе Грчке.

## Касни неолит, 5300-4500. п. н. е.

### Касни неолит I
Период касног неолита I карактерише ширење насеља и интензивирање пољопривредне привреде где су крчени жбуње и шуме како би се обезбедили пашњаци и оранице. Током овог периода узгајани су нови усеви као што су хлебна пшеница, раж, просо и овас (храна се припремала на огњиштима и пећима које су се обично налазила у кућама). Животиње попут оваца и коза узгајане су због вуне која је коришћена за ткање одевних предмета. Заједнице је насељавало 100–300 појединаца друштвено организованих у породице, а насеља су се састојала од великих правоугаоних структура кућа типа мегарон са дрвеним стубовима и каменим темељима. Многа насеља била су окружена рововима дубоким 1,5–3,5 метара и широким 4–6 метара, који су изграђени вероватно ради одбране од дивљачи и заштите добара утврђивањем граница самих насеља.

### Касни неолит II
Након периода касног неолита I је уследио период касног неолита II где се економски и друштвени живот у постојећим насељима наставља непрекидно.
- Сескло и Димини, каснонеолитска керамика 5300-4500. п. н. е. Галерија грчке праисторије, Национални археолошки музеј, Атина, Грчка.
- Глинена ваза са полихроматском декорацијом, Димини, Магнезија, касни или завршни неолит (5300—3300. п. н. е.). Висина: 25 cm, пречник на ободу: 12 cm; Национални археолошки музеј (Атина).

## Завршни неолит, 4500–3200. п. н. е.
Период завршног неолита (или халколита) подразумева прелазак са неолитске пољопривреде и сточарства на економију засновану на металу раног бронзаног доба. Ова транзиција се десила постепено када је грчко пољопривредно становништво почело да увози бронзу и бакар и користи основне технике обраде бронзе које су се прво развиле у Малој Азији, са којом су имали културне контакте.
Острва Алимија и Родос су имала насеља из неолита. Конкретно у Алимији насеље је било на планини у центру острва, што је пружало савршен поглед на читаво локално подручје и заштиту. Рушевине неолитских камених грађевина откривене су током археолошких истраживања.
Култура Еутресис се развила током завршног периода финалног неолита. Заснивала се на финалној неолитској култури централне и јужне Грчке. Трајала је до Ране хеладике II.  

### Друштво
Друштвене класе каснонеолитских заједница биле су стриктно подељене на слободне људе и робове; појава која се наставила све до раног микенског периода.

## Ратовање у неолитској Грчкој

### Уништење Сескла
Остаци Сескла указују на пожар и разарање, знак оружаног сукоба. Димини се често окривљује за уништење Сескла, али и други узроци могу бити одговорни за пожар у неолитском насељу.

### Скелетни остаци
Скелетни остаци из пећине Алепотрипа у јужној Грчкој показују нивое повреда који би могли бити повезани са ратовањем. Испитивање 69 скелета из касног и завршног неолита открило је да је више од 10% појединаца имало залечене преломе лобање. Анастасија Папатанасиоу, Кларк Спенсер Ларсен и Линет Нор су напоменули да су „Сви преломи су мали, кружни и добро зарасли у тренутку смрти, и налазе се код одраслих мушкараца и жена и незрелих“; ране сугеришу да су ударци били слични без обзира на године и пол жртве. Неки појединци показују вишеструке преломе, углавном несмртоносне.

### Утврђења
И Димини и Сескло су имали зидове и упоришта. Слична основна утврђења била су уобичајена у неолитским насељима широм Грчке; знак постојећих опасности и примитивног војног знања. Једноставна утврђења, која чине већину неолитских локалитета, укључивала су мале зидове и ровове, или комбинацију ова два која окружују подручје (барем делимично). Насеље Неа Никомедеја имало је два концентрична јарка. Неолитски Макријалос је имао две линије ровова са пресецима у облику слова „V“; унутрашњи јарак био је дубок око 4 метра и био је ојачан малим каменим зидовима. Најефикаснија утврђења откривена су у Диминију и Сесклу. Сесклов акропољ био је ограђен зидом дебљине 1,5 метара и капијама које су се лако браниле. Диминијев акропољ имао је зидове са уским капијама, које су окруживале мали комплекс.

## Генетске студије
Археогенетска студија из 2016. године под називом „Рани пољопривредници из целе Европе директно потичу из неолитског Егеја“, проучавала је два мезолитска узорка прикупљена са локалитета Теопетра у Грчкој и пет неолитских узорака са обе стране Егеја; три од њих са северног копна Грчке (места Ревенија, Палиамбела и Клеитос) и два из северозападне Анадолије (локација Барцин). Студија је показала да се пољопривреда у Европи ширила демичком дифузијом, а не транскултуралном дифузијом на аутохтоне ловце-сакупљаче. Такође, рани фармери Егејског мора делили су директну генетску везу са неолитским фармерима из целе Европе, а сви су на крају потицали из пољопривредних заједница западне Анадолије. Ширење ових анадолских пољопривредних заједница на Егејско море и копнену Грчку вероватно је почело најмање средином 8. миленијума пре нове ере, пошто су два мезолитска грчка узорка датирана између 7.605-6.771. п. н. е. поседовала мтДНК хаплогрупу која је примећена код неолитских фармера широм Европе, односно К1ц. Штавише, мтДНК хаплогрупе свих пет неолитских узорака који су проучавани такође су припадале типичним хаплогрупама средњоевропских неолитских фармера и модерних Европљана, али не и мезолитских европских ловаца-сакупљача; наиме Х2б (Ревениа), Х2м (Барцин), К1а2 (Барцин), Ј1ц1 (Палиамбела) и К1а2 (Клеитос). Исто тако, Y-ДНК хаплогрупа два неолитска мушкарца била је Г2а2, типична лоза међу европским неолитским фармерима, али не и међу мезолитским ловцима-сакупљачима. ПЦА анализа је показала да је свих пет неолитских егејских узорака чврсто груписано са узорцима раног неолита из централне и јужне Европе, што потврђује миграцију раних европских фармера из северног Егеја у и широм Европе.
Археогенетска студија из 2017. године, под називом „Генетичко порекло Минојаца и Микенаца“, анализирала је 10 минојских и 4 микенска узорка и открила да обе групе становништва деле најмање 75% свог аутосомног порекла са неолитским фармерима западне Анадолије и Егеја, опште познатим као рани европски фармери. Студија је такође показала да модерни Грци подсећају на Микенце, али са извесним разводњавањем порекла из раног неолита због каснијих примеса.

## Галерија
- Мапа света која приказује приближне центре настанка пољопривреде и њеног ширења у праисторији.[27]
- Мапа која приказује неолитске експанзије од 7. до 5. миленијума пре нове ере, укључујући културу Кардијум у плавој боји.
- Неолитски стилови грнчарије античке Грчке
- Неолитска експанзија у Европи
- Неолитско насеље Сескло у централној Грчкој, једно од најнапреднијих насеља свог доба

### Цитати
1. ↑  Pashou, Drineas & Yannaki 2014, p. 5: "The earliest Neolithic sites with developed agricultural economies in Europe dated 8500–9000 BPE are found in Greece. The general features of material culture of the Greek Neolithic and the genetic features of the preserved crops and associated weeds of the earliest Greek Neolithic sites point to Near Eastern origins. How these Near Eastern migrants reached Greece is a matter of speculation. [...] Our data support the Anatolian rather than the Levantine route because they consistently show the Aegean islands to be connected to the Near East through Anatolia. Archaeological evidence from Greek and Near Eastern and Anatolian Neolithic sites suggests that multiple waves of Neolithic migrants reached Greece and Southern Europe. Most likely multiple routes were used in these migrations but, as our data show, the maritime route and island hopping was prominent."
2. 1 2 3 4  „Neolithic Period in Greece: Pre-Ceramic Neolithic”. Athens: Foundation of the Hellenic World. 1999—2000.
3. 1 2 3 4  „Neolithic Period in Greece: Early Neolithic”. Athens: Foundation of the Hellenic World. 1999—2000.
4. 1 2 3 4 5  „Neolithic Period in Greece: Middle Neolithic”. Athens: Foundation of the Hellenic World. 1999—2000.
5. 1 2 3 4 5 6  „Neolithic Period in Greece: Late Neolithic I”. Athens: Foundation of the Hellenic World. 1999—2000.
6. 1 2  „Neolithic Period in Greece: Late Neolithic II”. Athens: Foundation of the Hellenic World. 1999—2000.
7. 1 2  „Neolithic Period in Greece: Final Neolithic or Chalcolithic”. Athens: Foundation of the Hellenic World. 1999—2000.
8. ↑  Milisauskas 2011, стр. 182.
9. ↑  Runnels & Murray 2001, стр. 146: "Theocharis believed that the entire area from there to the upper acropolis of the site was filled with habitations and that Sesklo was a town of perhaps 5,000 people, rather than a village. Other archaeologists working at the site have reduced the population estimate to between 1,000 and 2,000, but either way, Sesklo was a settlement of impressive size in its day."
10. ↑  „Ministry of Culture and Sports | Archaeological site of Poliochni at Kaminia area”. odysseus.culture.gr. Архивирано из оригинала 05. 03. 2013. г. Приступљено 2019-01-12.
11. ↑  Evans, Arthur (1921). The Palace of Minos: A Comparative Account of the Successive Stages of the Early Cretan Civilization as Illustrated by the Discoveries at Knossos. Cambridge University Press. ISBN 978-1-108-06101-8.
12. ↑  Bleda S., During (2011). The prehistory of Asia Minor. Cambridge University Press. стр. 126.
13. ↑  Abulafia, David (2011). The Great Sea: A Human History of the Mediterranean. United Kingdom: Allen Lane. стр. 136–137, 161.
14. ↑  Arias, A.; Oddone, M.; Bigazzi, G.; Di Muro, A.; Principe, C.; Norelli, P. (мај 2006). „Newdata for the characterization of Milos obsidians”. Journal of Radioanalytical and Nuclear Chemistry. 268 (2): 371. ISSN 1588-2780. doi:10.1007/s10967-006-0183-9.
15. ↑  Pullen 2008, стр. 20
16. ↑  van Andel & Runnels 1988, "The transition to the Early Bronze Age", pp. 238–240
17. ↑  French 1973, стр. 53.
18. ↑  Sampsom, Adamadios (2003). Η Νεολιθική Περίοδος Στα Δωδεκάνησα. Athens: Έκδοση του Ταμείου Αρχαιολογικών Πορων και Απαλλοτρίωσεων .
19. ↑  Pullen 2008.
20. ↑  Gschnitzer, Fritz; Chaniotis, Angelos (мај 2012). Ιστορία της Αρχαίας Ελληνικής Κοινωνίας (на језику: грчки). National Bank of Greece Cultural Foundation. стр. 67—68. ISBN 9789602504802.
21. ↑  Papathanasiou, Anastasia; Larsen, Clark Spencer; Norr, Lynette (30. 6. 2000). „Bioarchaeological inferences from a Neolithic ossuary from Alepotrypa Cave, Diros, Greece”. International Journal of Osteoarchaeology. 10 (3): 218. ISSN 1099-1212. doi:10.1002/1099-1212(200005/06)10:3<210::AID-OA523>3.0.CO;2-2.
22. ↑  Curtis N. Runnels, Claire Payne, Noam V. Rifkind, Chantel White, Nicholas P. Wolff and Steven A. LeBlanc (2009). "Warfare in Neolithic Thesally". The American School of Classical Studies at Athens . JSTOR 25622691.
23. ↑  Health, Julian (2017). "Warfare in Neolithic Europe". United Kingdom: Pen and Sword Books.
24. ↑  Curtis N. Runnels, Claire Payne, Noam V. Rifkind, Chantel White, Nicholas P. Wolff and Steven A. LeBlanc (2009). "Warfare in Neolithic Thesally". The American School of Classical Studies at Athens . JSTOR 25622691.
25. ↑  Hofmanová, Zuzana; Kreutzer, Susanne; Hellenthal, Garrett; Sell, Christian; Diekmann, Yoan; Díez-del-Molino, David; van Dorp, Lucy; López, Saioa; Kousathanas, Athanasios (6. 6. 2016). „Early farmers from across Europe directly descended from Neolithic Aegeans”. PNAS. 113 (25): 6886—6891. ISSN 0027-8424. PMC 4922144 . PMID 27274049. doi:10.1073/pnas.1523951113 .
26. ↑  Lazaridis, Iosif; Mittnik, Alissa; Patterson, Nick; Mallick, Swapan; Rohland, Nadin; Pfrengle, Saskia; Furtwängler, Anja; Peltzer, Alexander; Posth, Cosimo (10. 8. 2017). „Genetic origins of the Minoans and Mycenaeans”. Nature. 548 (7666): 214—218. Bibcode:2017Natur.548..214L. ISSN 0028-0836. PMC 5565772 . PMID 28783727. doi:10.1038/nature23310.
27. ↑  Diamond & Bellwood 2003, стр. 597–603. The world map depicts agricultural centers in the Fertile Crescent (11,000 BP), the Yangtze and Yellow River basins (9,000 BP) and the New Guinea Highlands (9,000–6,000 BP), Central Mexico (5,000–4,000 BP), Northern South America (5,000–4,000 BP), sub-Saharan Africa (5,000–4,000 BP, exact location unknown), and eastern North America (4,000–3,000 BP).